# Madeleine de La Tour d'Auvergne
Madeleine de La Tour d'Auvergne, född 1498, död 1519, var en fransk adelskvinna, hertiginna av Urbino som var gift med Lorenzo II de' Medici. 
Hon var dotter till Johan IV av Auvergne och Jeanne de Bourbon-Vendôme. Hennes far avled 1501 och hennes mor gifte om sig 1503; Madeleine blev omhändertagen av sin äldre syster Anne de La Tour d'Auvergne, som ärvde grevedömet Auvergne efter deras far och växte delvis upp vid det franska hovet. 
Hon gifte sig med Lorenzo II de' Medici i närvaro av den franska kungafamiljen på Slottet i Amboise 5 maj 1518. Äktenskapet hade arrangerats år 1515, då Madeleines avlägsna släkting, kungen av Frankrike, slöt en allians med Lorenzos farbror, påven. Påven lovade att stödja den franska kungens anspråk på Neapels tron i utbyte mot ett prestigefyllt äktenskap för sin brorson. Bröllopet var omtalat som storslaget på sin tid. 
Efter bröllopet färdades paret via det påvliga Avignon till Florens. De uppgavs ha trivts tillsammans, och Madeleine uppges ha varit sorgsen då Lorenzo var frånvarande. Madeleine beskrivs om foglig, ödmjuk och snäll. Hon gjorde sitt bästa för att passa in i Florens, och uppges ha bytt ut sina franska kläder mot italienska i Florens.
Varken Madeleine eller Lorenzo var fullt friska: hon led av tuberkulos, och han av syfilis. Hon avled efter födseln av sitt enda barn, Katarina av Medici. Dödsorsaken angavs officiellt som pest, men tros i själva verket ha varit en syfilis som maken hade smittat henne med. Det är dock troligast att hon avled i barnsängsfeber. 
Hennes dotter Katarina ärvde fem år senare grevedömet Auvergne efter sin mor, då Madeleines äldre syster Anne de La Tour d'Auvergne dog barnlös.